# Гомельсько-Речицька операція
Го́мельсько-Речи́цька наступа́льна опера́ція (10 — 30 листопада 1943 року) — фронтова наступальна операція радянських військ Білоруського фронту у Другій світовій війні.

## Задум операції
Гомельсько-Речицька наступальна операція стала продовженням Чернігівсько-Прип'ятської операції військ Центрального фронту СРСР в серпні — вересні 1943 року. Незважаючи на очевидний успіх військ фронту на Київському напрямку, 28 вересня Центральний фронт СРСР був перенаправлений на Гомельський напрям. На цьому напрямі діяли 65-та і 48-ма армії, однак вийти на рубіж річки Сож їм вдалося лише наприкінці вересня.
Після успішного форсування Дніпра і Сожу війська 13-ї армії СРСР 23 вересня зайняли перший населений пункт на території Білорусі — селище Комарин. Продовжуючи наступ, радянські війська 10 жовтня захопили Добруш, 17 жовтня — Лоєв. Захоплення цих населених пунктів дозволило військам Центрального (з 20 жовтня — Білоруського) фронту СРСР розпочати безпосередню підготовку до вирішальних боїв за Гомель, які радянська історіографія називає Гомельсько-Речицькою операцією.
Основним завданням операції було усунути угруповання противника в межиріччі Сожу і Дніпра, зайняти вигідні позиції на західному березі Дніпра для подальшого розвитку наступу. Головний удар планувалося завдати 61-ю, 65-ю і частиною сил 48-ї армії СРСР з плацдарму в районі Лоєва у напрямку на Речицю з подальшим виходом в тил основного угруповання німецької армії.

## Склад сил сторін
До початку операції до складу Білоруського фронту СРСР (командувач — генерал-армії Рокоссовський К. К.) входили:
- 3-тя армія (генерал-лейтенант Горбатов О. В.),
- 48-ма армія (генерал-лейтенант Романенко П. Л.),
- 50-та армія (генерал-лейтенант Болдін І. В.),
- 61-ша армія (генерал-лейтенант Белов П. О.),
- 63-тя армія (генерал-лейтенант Колпакчи В. Я.),
- 65-та армія (генерал-лейтенант Батов П. І.),
- 1-й гвардійський танковий корпус (генерал-майор Панов М. Ф.),
- 16-та повітряна армія (генерал-лейтенант Руденко С. Г.).

Разом: понад 750 тис. чоловік.
З німецького боку оборонялися війська групи армій «Центр» генерал-фельдмаршала фон Клюге:
- на півночі частина військ 9-ї польової армії (командувач генерал-полковник Вальтер Модель).
- в центрі 2-га польова армія (командувач генерал-полковник Вальтер Вайс).
- на півдні частина військ 4-ї танкової армії (командувач генерал-полковник Герман Гот).

В ході битви угруповання німецьких військ було посилене сімома піхотними дивізіями і бригадою СС.

## Хід операції
Наступ на напрямку головного удару розпочався об 11 годині 10 листопада 1943 року після 40-хвилинної артпідготовки і масованого авіаційного удару по позиціям противника, що оборонявся. На напрямку прориву на напрямку головного удару війська СРСР посилені танковим і кавалерійським корпусами.
В ході боїв сталінських військ за розширення плацдарму на правому березі Дніпра до 13 листопада були захоплені населені пункти Холмеч, Краснопілля, Артуки. 15 листопада захоплено Демехи, 16 листопада — Бабичі, 17 листопада — Ребуса і Озерщина.
У ніч на 18 листопада війська 65-ї армії СРСР перерізали залізничну гілку Гомель — Калинковичі, дві стрілецькі дивізії і дві танкові бригади 1-го танкового корпусу радянських військ зайшли в тил противника, що змусило його залишити Речицю і відступити в напрямку Гомеля.
До 20 листопада війська СРСР просунулися на глибину до 70 км, досягли річки Березина і, форсувавши її, захопили плацдарм на південь від Жлобина, обійшли Гомель з заходу.
Війська 61-ї армії СРСР, прорвавши оборону по фронту 120 км, здійснили спробу наступу в напрямку Мозиря, однак противник в ніч з 18 на 19 листопада завдав потужний контрудар силами 192-ї піхотної дивізії за підтримки танків у напрямку села Короватічі. В ході цього бою 19 листопада відбувся зустрічний танковий бій, в якому брали участь понад 40 танків (до 20 німецьких Т-IV, Т-V і Т-VI проти 22 радянських Т-34 і Т-70). Обидві сторони зазнали важких втрат у техніці і живій силі, однак наступ радянських військ був зупинений. Лобовий штурм позицій гомельського вузла оборони військами 11-ї і 63-ї армій успіху також не мав. Успішніше наступали війська правого крила фронту. До 25 листопада війська 3-ї і 50-ї армій оволоділи Пропойськом, Кормою, Журавичами і вийшли до Дніпра в районі Нового Бихова, охопивши Гомель з півночі.
22 листопада в ході важких боїв війська 11-ї і 63-ї армій СРСР прорвали оборону противника в районі Костюковка і вийшли до залізниці Гомель — Жлобин і шосе Гомель — Могильов. Таким чином, до вечора 25 листопада війська фронту охопили гомельський вузол оборони з трьох сторін, створивши загрозу оточення гомельського угруповання німецьких військ. Під загрозою оточення війська Вермахту в ніч на 26 листопада почали відведення своїх військ з межиріччя Сожу і Дніпра.
26 листопада 1943 року війська Білоруського фронту СРСР оволоділи Гомелем, а до 30 листопада вийшли на рубіж Чауси — на південь від Нового Бихова — на схід від Рогачова — на південь від Єльську. На цьому рубежі наступ фронту було паралізовано до літа 1944 року.

## Результати операції
У результаті Гомельсько-Речицької операції війська Білоруського фронту СРСР просунулися в глибину до 130 км, створивши загрозу південному флангу групи армій «Центр», ускладнивши її взаємодію з групою армій «Південь». У ході операції війська СРСР зазнали катастрофічних втрат. Втрати радянських військ склали 21 650 чоловік безповоротними, понад 60 тисяч солдат і офіцерів санітарними.